# Badgam
Badgam es una localidad de la India capital del distrito de Badgam, en el estado de Jammu y Cachemira.

## Geografía
Se encuentra a una altitud de 1587 m s. n. m. a 12 km de la capital estatal, Srinagar, en la zona horaria UTC +5:30.

## Demografía
Según estimación 2010 contaba con una población de 18 133 habitantes.